# 小杉一雄
小杉 一雄（こすぎ かずお、1908年6月4日 - 1998年10月22日）は、日本の美術史学者。早稲田大学名誉教授。専門は中国美術史。

## 経歴
当時は洋画家で、後に日本画を多く描いた小杉放庵の長男として東京市本郷区千駄木町に生まれる。1927年に第一早稲田高等学院に入学した後は一貫して早稲田大学系列の学校に在籍し、1929年に早稲田大学文学部史学科東洋史学専攻に入学。大学院進学後は父とも親交があった会津八一の指導を受けた。1945年に早稲田大学講師、1949年には同大学文学部教授となり、美術史を担当。同年設立の美術史学会では10人が加わった発起人のうちの一人となった。1957年に「中国美術史に於ける伝統の研究」で文学博士号を取得。同論文では中国美術における文様史と仏教美術史が根幹となった。
1979年に定年となり、同大学名誉教授。1980年に勲三等瑞宝章受章、1993年に紺綬褒章受章。定年後も活発な研究活動を続け、下記のような著作を記したほか、絵師として各地を旅行し画文集を自費出版した。1998年に急性肺炎のため病没。
その後、2019年11月から2020年1月には早稲田大学會津八一記念博物館で『【企画展】藍より青く ―小杉一雄とその師父、會津八一と小杉放菴』が開催された。
父の小杉放庵については画文集の編纂を度々行ったほか、1992年には放庵の故郷である日光市で進められていた「（仮称）小杉放菴記念日光美術館整備構想」に際して1459点の美術関連資料を日光市へ寄贈した。これを元に、一雄が存命中の1997年10月に「小杉放菴記念日光美術館」が開館した。
長男の小杉正太郎も早稲田大学文学部教授（心理学専攻）、次男の小杉小二郎は洋画家。また、弟の小杉二郎はインダストリアルデザイナー。

## 著書
- 『アジア美術のあらまし』 福村書店 1952年
- 『中国文様史の研究 殷周時代爬虫文様展開の系譜』 新樹社 1959年
- 『日本の文様 起源と歴史』 社会思想社・教養デラックス 1969年／南雲堂 1988年11月
- 『中国の美術』 社会思想社・現代教養文庫 1974年
- 『中国仏教美術史の研究』 新樹社 1980年4月
- 『小杉一雄画文集』第一輯 自費出版 1985年
- 『中国美術史 日本美術の源流』 南雲堂 1986年5月
- 『小杉一雄画文集』第二輯 自費出版 1988年
- 『奈良美術の系譜』 平凡社 1993年6月

### 翻訳
- 呉承恩『西遊記』（全4巻）安藤更生共訳、富国出版社 1949年